# Resolution 753 des UN-Sicherheitsrates
Die Resolution 753 des UN-Sicherheitsrates war eine Resolution, die der Sicherheitsrat der Vereinten Nationen am 18. Mai 1992 auf seiner 3076. Sitzung angenommen hat. Auf dieser Sitzung beriet der Sicherheitsrat den Aufnahmeantrag Kroatiens. Mit der Annahme der Resolution empfahl das Gremium der Generalversammlung der Vereinten Nationen die Aufnahme Andorras.
Nach dem Beschluss der Generalversammlung wurde Kroatien am 22. Mai 1992 als Mitgliedstaat in die Vereinten Nationen aufgenommen.